# Pristimantinae
Pristimantinae Pyron & Wiens, 2011 è una sottofamiglia di anfibi Anuri, appartenente alla famiglia Strabomantidae.

## Distribuzione e habitat
Le specie di questa sottofamiglia vivono in Honduras, Colombia, Ecuador, Perù, Bolivia, Argentina, Brasile, Guyana, Trinidad e Tobago, Grenada e Piccole Antille.

## Tassonomia
La sottofamiglia comprende attualmente sei generi:
- Lynchius Hedges, Duellman, and Heinicke, 2008 (8 sp.)
- Oreobates Jiménez de la Espada, 1872 (26 sp.)
- Phrynopus Peters, 1873 (35 sp.)
- Pristimantis Jiménez de la Espada, 1870 (592 sp.)
- Tachiramantis Heinicke, Barrio-Amorós, and Hedges, 2015 (4 sp.)
- Yunganastes Padial, Castroviejo-Fisher, Köhler, Domic, and De la Riva, 2007 (5 sp.).

Non tutti gli autori considerano valida la sottofamiglia e altre classificazioni vedono i generi suddivisi in famiglie o sottofamiglie differenti.